# Ahaetulla fasciolata
Ahaetulla fasciolata is een slang uit de familie van toornslangachtigen (Colubridae), die voorkomt in Zuidoost-Azië. De slang wordt aangetroffen in Indonesië (Borneo, Natuna-eilanden, Riau-archipel en Sumatra), Brunei, Maleisië (Borneo en Maleisisch Schiereiland), Singapore en Thailand. Het is een gifslang die normaal gesproken onschadelijk is voor mensen.